# Canalda
Canalda es un pueblo de la parte oriental del municipio de Odèn, y forma una entidad municipal descentralizada desde 1973. Su término municipal tiene unos 18,31 km² de extensión.
Los habitantes de este pueblo gozan de largas jornadas de meriendas.
Está situado al norte del Solsonés, en la vertiente sur de la sierra de Querol. Por el término pasan, entre otras, la riera de Canalda, el torrente de Urdoll, la Rasa de Coll de Jou y la Rasa de Encies. Al este tiene la sierra de Encies, y al oeste la del Puig Sobirà.
Está comunicado por carretera comarcal con Odèn y con San Lorenzo de Morunys por el Coll de Jou, y por carretera local con Lladurs y Solsona.
La iglesia parroquial, románica, está dedicada a San Julián. Los ábsides, cuadrados, son del siglo IX-X. El campanario, la nave central y la portada son del siglo XII, mientras que la sacristía y el crucero son barrocos, del siglo XVIII.

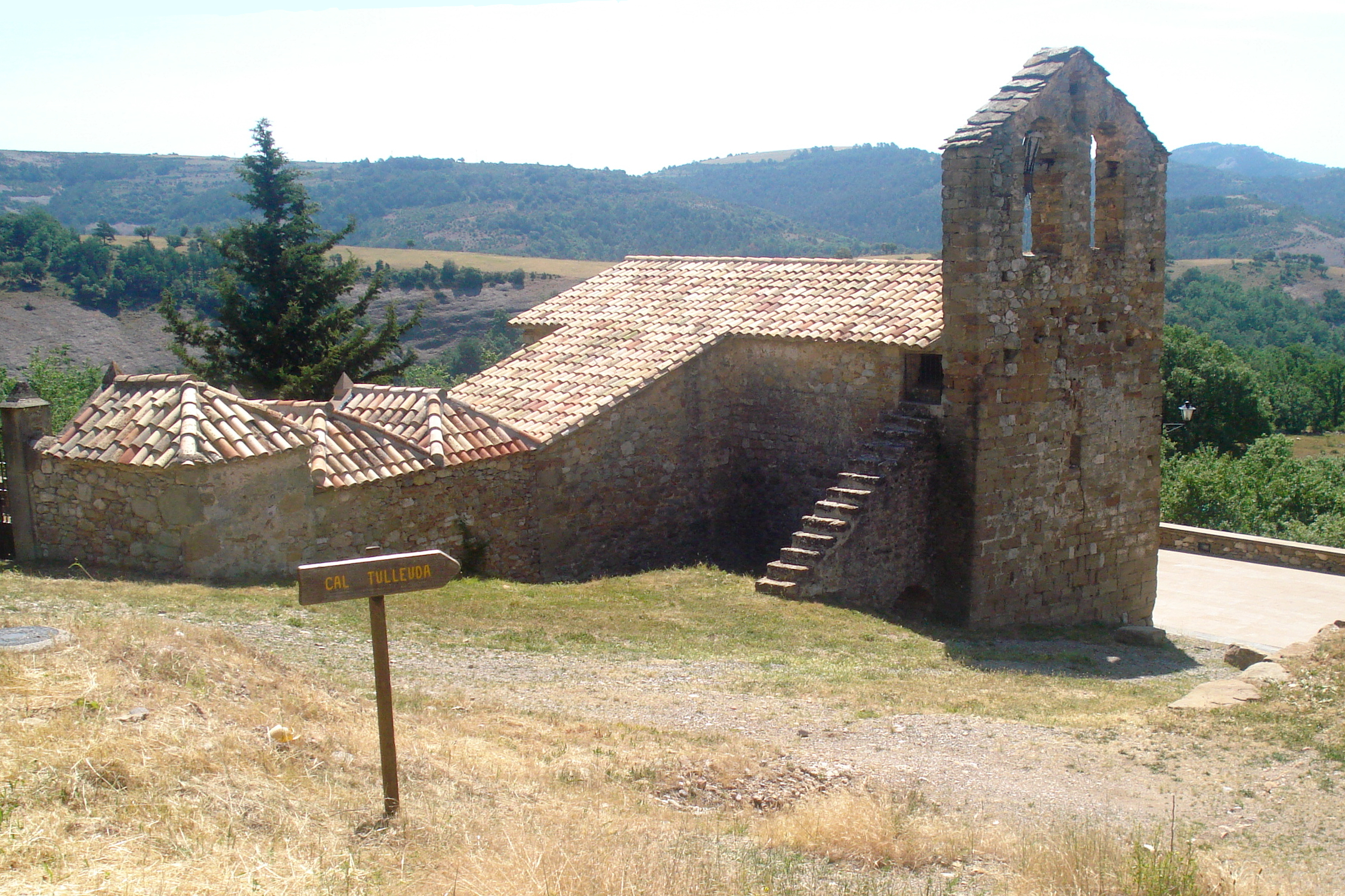
Iglesia de San Julián de Canalda.

Canalda, junto con la cuadra de Encies, ya había tenido ayuntamiento propio a mediados del siglo XIX, si bien no se tiene constancia de cuando se incorporó a Odèn.
Según el Diccionario Alcover-Moll, su etimología es prerromana, probablemente celta, ya que en el acta de consagración de la catedral de la Seo de Urgel, en el año 839, aparece con el topónimo Kanavita.
Sin Embargo, Joan Coromines, en su Onomasticon Cataloniae, basándose también en la misma forma, afirma que es una conjunción romano-vasca Canná-bide (Camino de la Garganta) en alusión al famoso Call d'Odèn, paso estrecho entre montañas cercano a la población.
- Datos: Q10973519
- Multimedia: Canalda / Q10973519